# Zapata Petroleum Company
Zapata Petroleum Corporation est une firme pétrolière créée par George H. W. Bush en 1953, avec John Overbey, les frères Hugh et Bill Lietdke et l’ancien agent de la CIA Thomas J. Devine. Elle a perdu beaucoup de son poids dans les années 1980-1990, et s’occupe aujourd’hui principalement de pêche. 

## Création en 1953
Le premier million de dollars d’investissements pour la création de Zapata se répartit entre les fonds apportés par les Lietdke et ceux de l’oncle et du père de Bush, George Herbert Walker et Prescott Bush. On nomma alors Hugh Lietdke président, et George Bush vice-président. La filiale Zapata Off-Shore Company fut créée en 1954 avec à sa tête Bush, qui leva des fonds auprès d’Eugene Muyer, l'éditeur du Washington Post, et son gendre, Phillip Graham,. 
Zapata Petroleum fusionne alors en 1963 avec South Penn Oil et d’autres firmes pour devenir Pennzoil. Zapata Off-Shore concentrait alors ses activités sur les Caraïbes, le Golfe du Mexique et la côte centre-américaine à la fin des années 1950s et au début des années 1960, selon la biographie de Nicolas King. L’État fédéral mettait alors, en 1954, les droits aux enchères pour ces endroits. Les contrats de forage de 1958 avec les Sept Sœurs comptaient des puits à 40 miles au nord d’Isabela (Cuba), près de l'île Cay Sal. Zapata emporta aussi un contrat avec le Kuweit. 
Bush fut rejoint en 1962 par un camarade des Skull and Bones de Yale, Robert Gow, en 1962. La firme Zapata Off-Shore avait plusieurs filiales en 1964, et 40 % dans l'Amata Gas Corporation. 
Dressler mit en contact Bush avec Jorge Diaz Serrano, un Mexicain, en 1960, et les deux créèrent alors Perforaciones Marinas del Golfo (Permargo), avec Edwin Pauley de la Pan American Petroleum. Ce contrat n’est pas mentionné dans les rapports annuels de Zapata, et un porte-parole de Bush prétendit en 1988 qu’il ne dura que sept mois, de mars à septembre 1960. 
Bush, qui se présenta, sans succès, au Sénat en 1960, continua comme président de la filiale Zapata jusqu’en 1966, lorsqu’il vendit ses parts à Robert Gow et se présenta au Congrès. 
William Stamps Farish III, 28 ans, entre dans le board en 1966.

## Documents de la SEC
Les documents concernant les rapports de Zapata avec la Securities and Exchange Commission (SEC) sont intacts pour les années 1955-59, et à partir de 1967, mais ceux entre 1960 et 1966 manquent. Ils auraient été détruits par inadvertance, parmi un total de mille boîtes d’archives pilonnées, soit en octobre 1983, selon Suzanne Mc Hugh, responsable des archives à la SEC, soit en 1981 peu de temps après que Bush ne devienne vice-président des États-Unis, selon une autre responsable des archives de la SEC, Wison Carpenter.

## Liens avec la CIA
Des liens entre Zapata Off-Shore, et Bush en particulier, et la CIA sont soupçonnés à la fin des années 1950. Deux documents du FBI en particulier tendent à l’accréditer, ainsi que les relations très proches entre Bush et Félix Rodríguez de la CIA, ainsi qu’avec Bush et Thomas J. Devine. Le premier, daté du 22 novembre 1963, montre qu’il a appelé le FBI 75 minutes après l’assassinat de John F. Kennedy en 1963, pour dire qu’il se rendait immédiatement à Dallas. Le second, daté du 23 novembre et écrit par le directeur du FBI, John Edgar Hoover, montre qu’il a été informé par la CIA, en tant que « M. George Bush de la CIA », sur l’assassinat de Kennedy, et qu’il avait été averti, en raison de ses contacts avec les Cubains anti-castristes, qu’ « aucune intervention non autorisée pour Cuba n’était prévue » (no plans for unauthorized action against Cuba).
Des documents de la CIA rendus publics à la fin des années 1980, mais identifiés et clairement rendus publics seulement le 8 janvier 2007 ont révélé que Zapata avait émergé grâce aux efforts conjoints de Bush, et de Thomas J. Devine, un officier de la CIA qui avait démissionné pour pantoufler, mais qui continuait à travailler pour l’agence de renseignements sous couverture commerciale. Devine accompagna par la suite Bush au Viêt Nam en 1967 au nom de l’agence, pour des raisons « commerciales » http://realnews.org/rn/content/zapata.html].
La firme aurait aussi été impliquée dans l’organisation de l’invasion de la Baie des Cochons en fournissant les bateaux, ainsi que dans le financement des voleurs du Watergate.
Bush lui-même devint directeur de la CIA en 1976 pour un peu plus d'une année, avant de devenir vice-président de Reagan.
Michael Maholy, qui se présente comme ex-agent de la CIA, affirme aussi que la filiale dirigée par Bush était impliquée dans l’Irangate, le trafic d’armes à destination des Contras nicaraguayennes.

## Part dans la United Fruit
Sous la direction de Robert Gow, Zapata acheta une part de contrôle dans la United Fruit Company en 1969, une multinationale présente dans la plupart des États d’Amérique centrale et latine. Ralph Gow, le père de Robert, était sur le « board of directors » de la United Fruits. 

### Archives publiques
- SEC filings of Zapata Corporation
- Zapata Offshore Annual Reports, Microform Reading Room, Library of Congress.
- Transcript and audioof a "smoking gun" tape of Nixon telling Haldeman and Ehrlichman about the "Bay of Pigs" and "Texans."
- National Security Archives documentation of GHW Bush's CIA involvement in the early 1960s.
- United States District Court for the District of Columbia, Civil Action 88-2600 GHR, Archives and Research Center v. Central Intelligence Agency, Affidavit of George William Bush, September 21, 1988.
- Bush Sr.'s papers

### Zapata
- "Adios, Zapata!  Colorful company founded by Bush relocates to N.Y., " Houston Business Journal, April 26, 1999
- Franklin, H. Bruce, "Net Losses", Mother Jones, March 2006 - extensive article on role of Menhaded in ecosystem and possible results of overfishing. Retrieved 21 février, 2006

### George Bush
- Kevin Philips, Dynasty: Aristocracy, Fortune and the Politics of Deceit in the House of Bush,  (2004), esp. p. 200-208.
- Russell Bowen, The Immaculate Deception: The Bush Crime Family Exposed (1991).
- Joseph McBride, "The Man Who Wasn't There: 'George Bush', CIA Operative, " The Nation, July 16/23, 1988, p. 42.
- Joseph McBride, "Where Was George?", The Nation, August 13/20, 1988, on the whereabouts of GHW Bush on 22 novembre 1963.
- Nicolas King, George Bush: A Biography.
- Webster Tarpley & Anton Chaitkin, George Bush: The Unauthorized Biography, Chapter 8.2 (1991), and "Bush as a covert CIA operative during the early 1960s".  Tarpey and Chaitkin are associated with Lyndon LaRouche.
- Laura Hanning 2004, Study of Evil -- A World Reappraised: supporting documents, photos, letters, part III  George Herbert Walker Bush
- Anthony L. Kimery, "George Bush and the CIA: In the Company of Friends, " Covert Action Quarterly, Summer, 1992.
- "George HW Bush and Felix Rodriguez: the tale of two old friends"
- The Mafia, CIA & George [HW] Bush,  Pete Brewton, S.P.I. Books, 1992

### CIA
- Richard Bissell, Reflections of a Cold Warrior,  (Yale University Press, 1996).
- David Atlee Phillips, The Night Watch.
- E. Howard Hunt, Give Us This Day (New Rochelle: Arlington Press, 1973)
- Michael R. Beschloss, The Crisis Years: Kennedy and Khrushchev, 1960-63 (New York: Edward Burlingame Books, 1991), p. 89 refers to "Operation Zapata" as the codename for the Bay of Pigs operation.

### Autres
- Leroy Fletcher Prouty, The Secret Team (1973).
- Michael Maholy (of Yankton, SD),
- Daniel Yergin, The Prize,  (1991).
- Rodney Stich (former FAA investigator) Defrauding America (1994), and The Drugging of America (1999).